# Mads Keiser
Mads Keiser-Nielsen er en dansk entertainer og journalist.
Han er uddannet skuespiller fra Statens Teaterskole i 1988 og journalist fra Danmarks Journalisthøjskole i Århus 1993. Mads Keiser har taget en Master i Oplevelsesøkonomi fra Roskilde Universitet 2013.  
Han fik sit gennembrud i komiker-trioen Plat sammen med Peter Kær og Michael Carøe. Han er kendt fra tv, hvor han bl.a. har været vært på TV3, TV2 og DR, bl.a med Kald mig Mads på DR1. 
Mads Keiser har lavet flere solo standupshow, bl. a Enestående (1997) på Bellevue Teatret og Tango med Charles (2010) på Betty Nansen Teatret.

## Filmografi
- Tekno Love (1989)
- Elsker - elsker ikke (1995)
- Drabet (2005)